# 기타노시로역
기타노시로역(일본어: 北能代駅)은 일본 아키타현 노시로시에 위치한 동일본 여객철도 고노 선의 철도역이다. 단선 승강장 1면 1선의 구조를 갖춘 지상역이다.

## 역 주변
- 국도 제101호선
- 스기사와다이 유적

## 역사
- 1926년 4월 26일 : 일본 철도성의 우고시노노메역으로서 야마모토 군 시노노메 촌에 개업.
- 1943년 6월 15일 : 기타노시로역으로 개칭.
- 1971년 10월 1일 : 무인화.
- 1987년 4월 1일 : 일본국유철도 분할 민영화에 의해, 동일본 여객철도가 승계.
- 1980년대 후반 - 1990년대 전반 : 화차 개조의 역사로 개축.
- 2009년 : 역사 개축.

## 인접 역
| 동일본 여객철도 고노 선        | 동일본 여객철도 고노 선 | 동일본 여객철도 고노 선 |
| ------------------------------ | ----------------------- | ----------------------- |
| 무카이노시로 히가시노시로 방면 | 고노 선                 | 도리가타 가와베 방면    |